# Admiralteïskaïa (métro de Saint-Pétersbourg)
Admiralteïskaïa (en russe : Адмиралтейская) est une station de la ligne 5 du Métro de Saint-Pétersbourg. Elle est située dans le raïon Central, à Saint-Pétersbourg en Russie. Elle dessert notamment le musée de l'Ermitage.
Mise en service en 2011, elle est desservie par les rames de la ligne 5.

## Situation sur le réseau

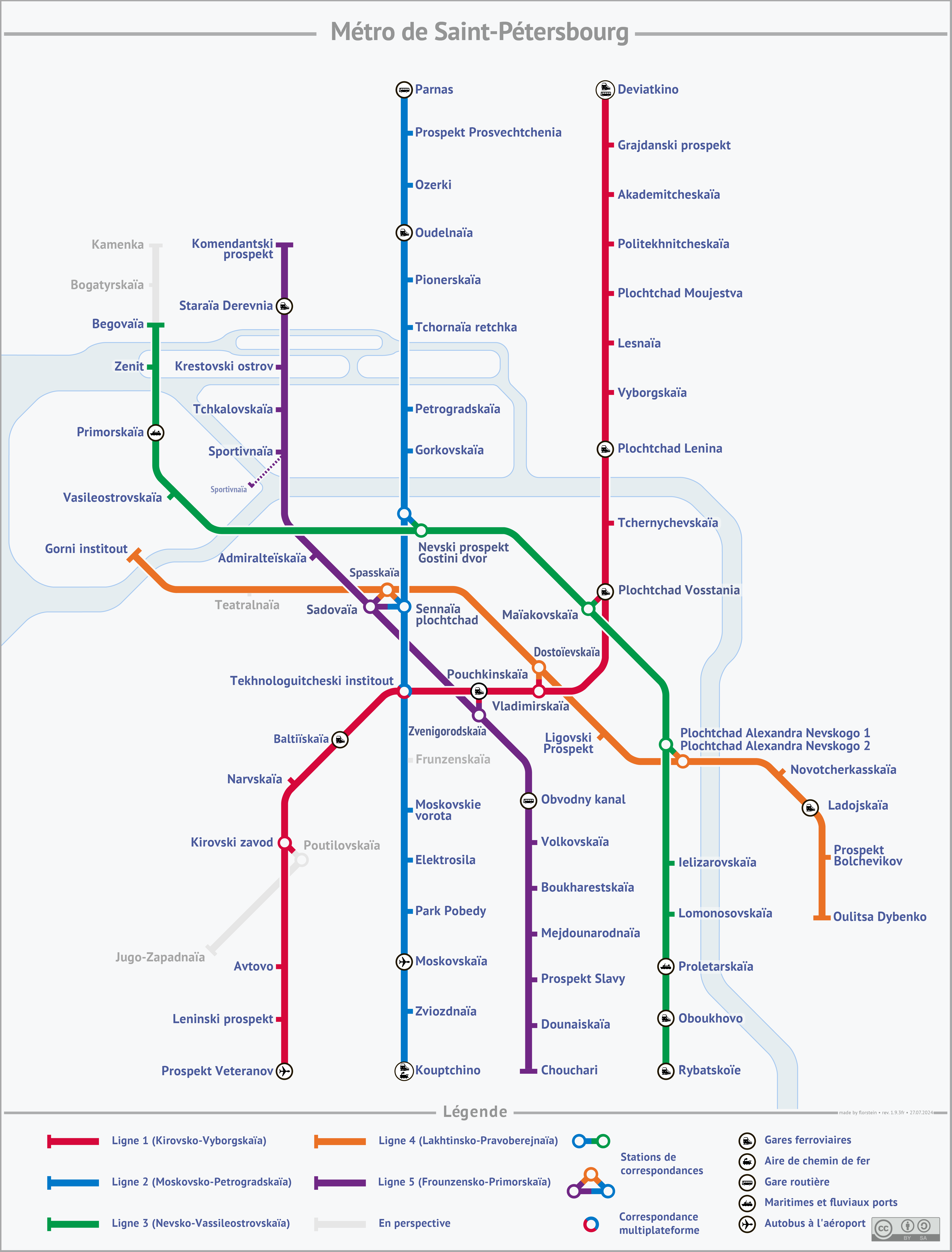
Plan du métro.

Établie en souterrain, à 86 mètres de profondeur, Admiralteïskaïa est une station de passage de la ligne 5, du métro de Saint-Pétersbourg. Elle est située entre la station Sportivnaïa, en direction du terminus nord Komendantski prospekt, et la station Sadovaïa, en direction du terminus sud Chouchary.
La station dispose d'un quai central encadré par les deux voies de la ligne. 

## Histoire
Programmée dans les années 1970 pour être une station de correspondance, la réalisation de la station débute vers 1995 par la construction de la station souterraine terminée en 1997. Elle est ensuite inutilisée durant quelques années du fait que la construction de son accès en surface pose de nombreux problèmes, dans un quartier dense, et est entachée de scandales. Après la résolution du choix de son emplacement en surface, qui ne nécessite que la démolition d'une maison, le chantier peut reprendre en 2006. La station Admiralteïskaïa est mise en service le 28 décembre 2011 bien que le complexe commercial du bâtiment, abritant le hall, soit encore en travaux pendant un an.

## Services aux voyageurs

### Accès et accueil
Elle dispose, en surface, d'un hall d'accès au rez-de-chaussée d'un bâtiment abritant un complexe commercial. Situé au dessus de la station il est en relation avec le quai par un tunnel en pente, équipé de quatre escaliers mécaniques, prolongé par un long couloir souterrain rejoignant le sud du quai par quatre petits escaliers mécaniques.

Installations
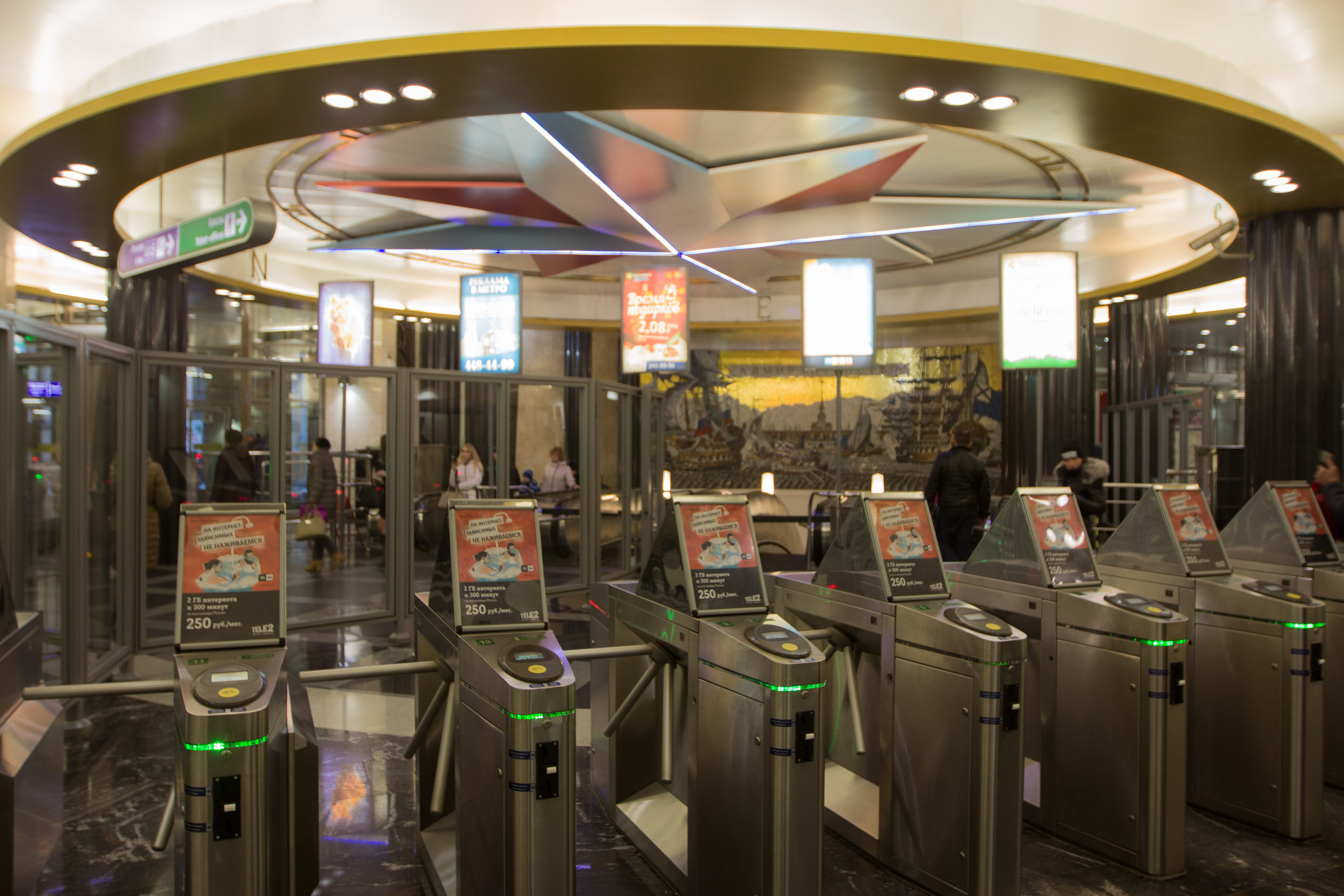
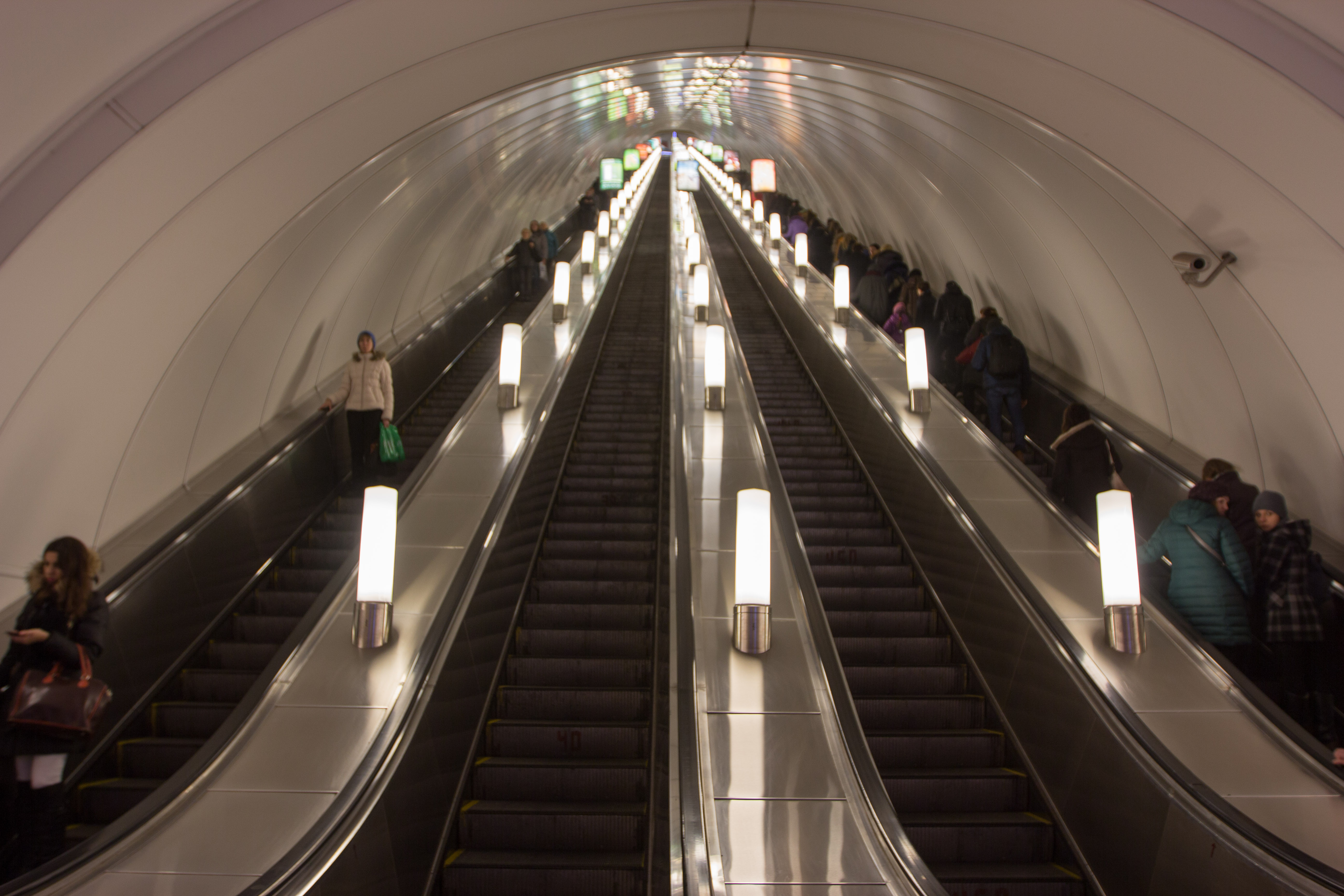
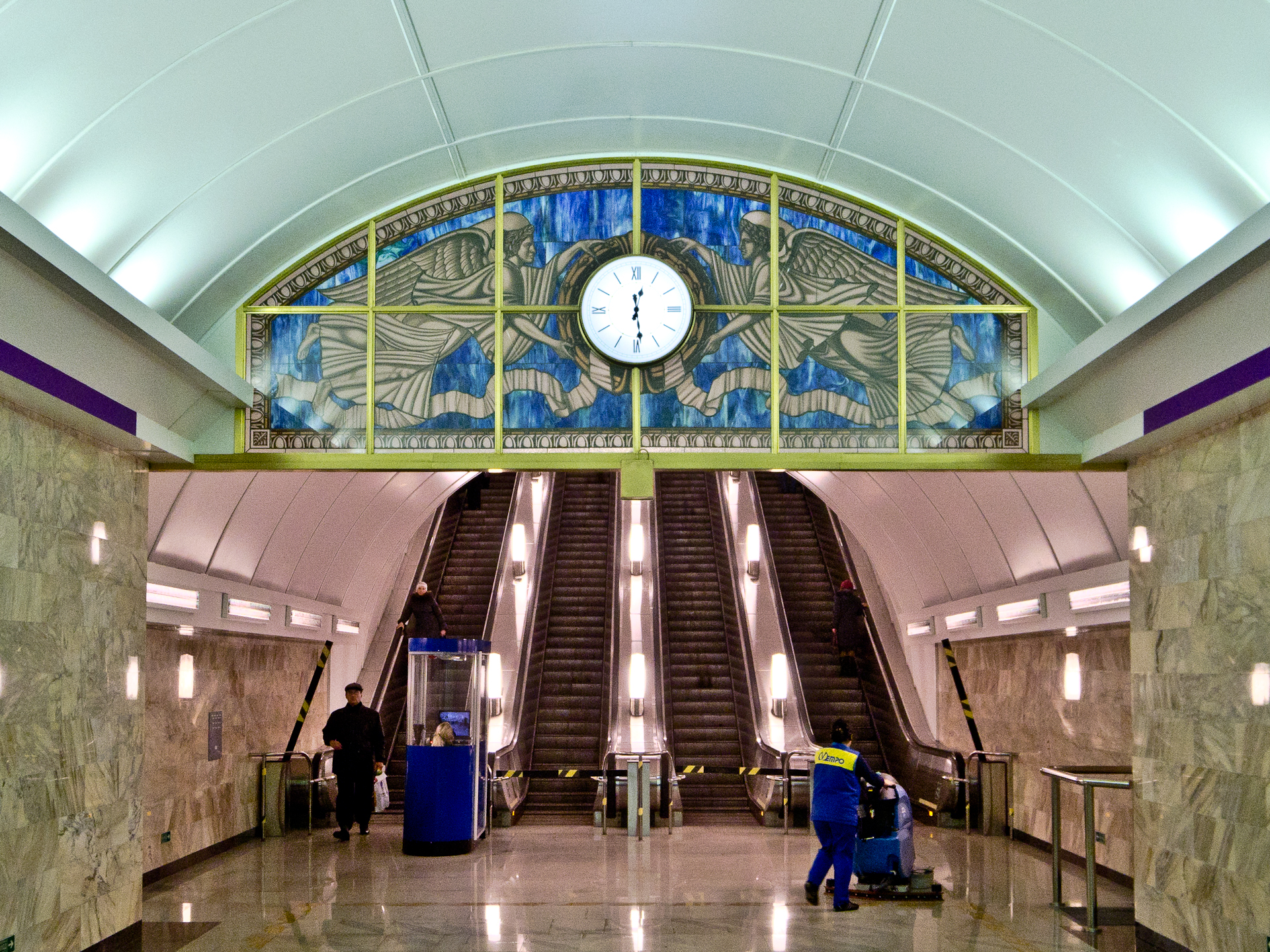

### Desserte
Admiralteïskaïa est desservie par les rames de la ligne 5 du métro de Saint-Pétersbourg.

Installations et desserte
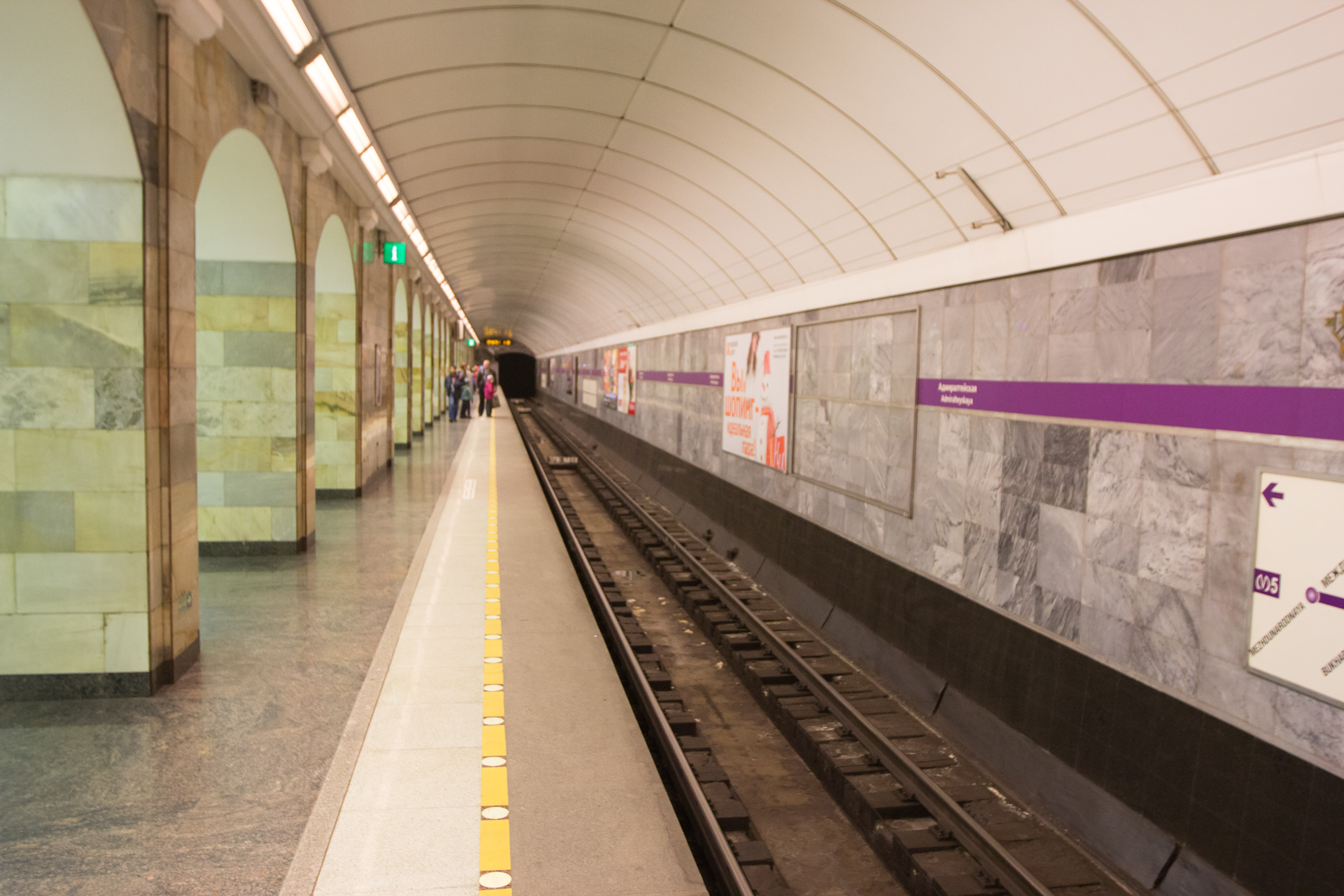
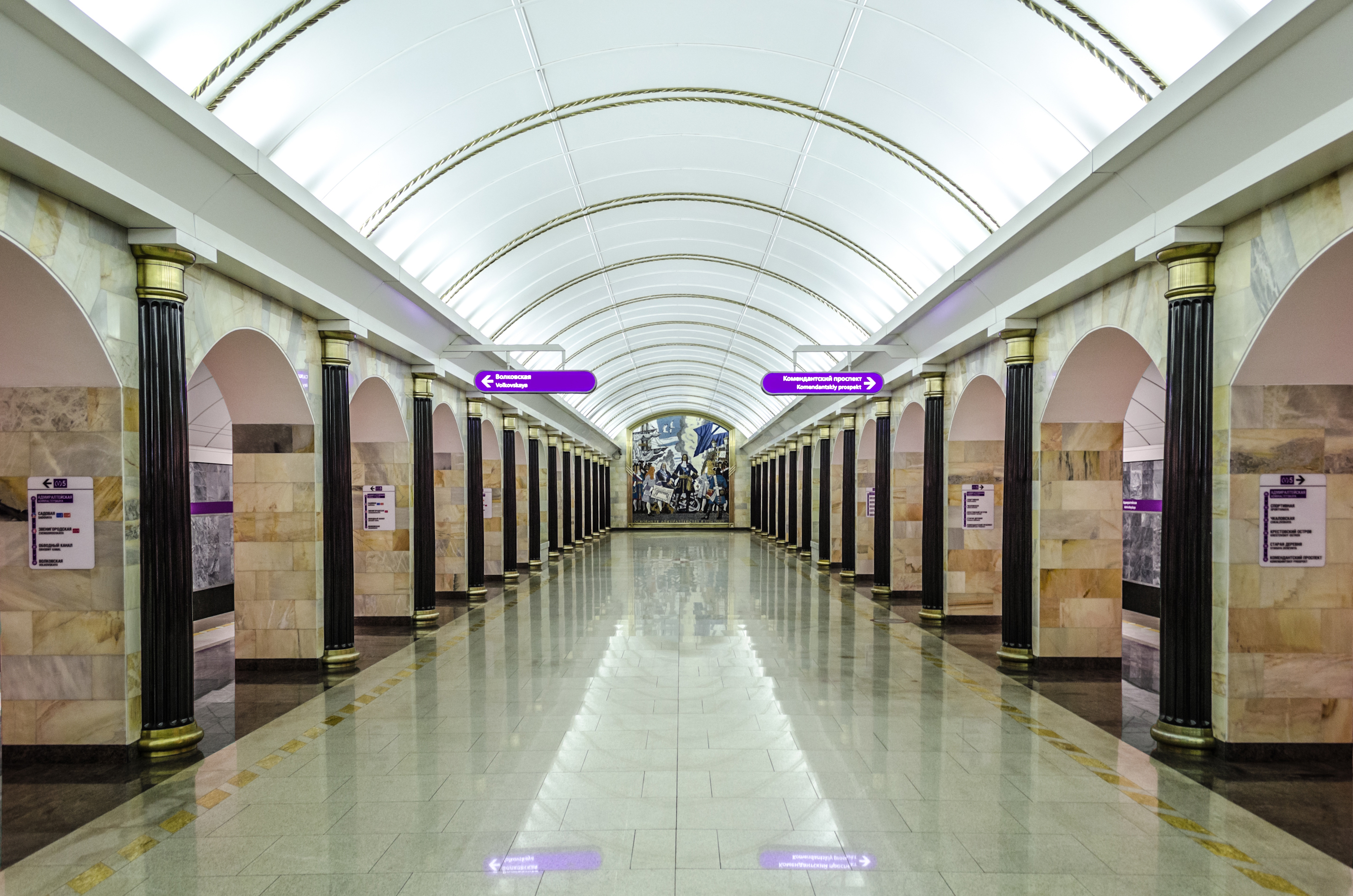
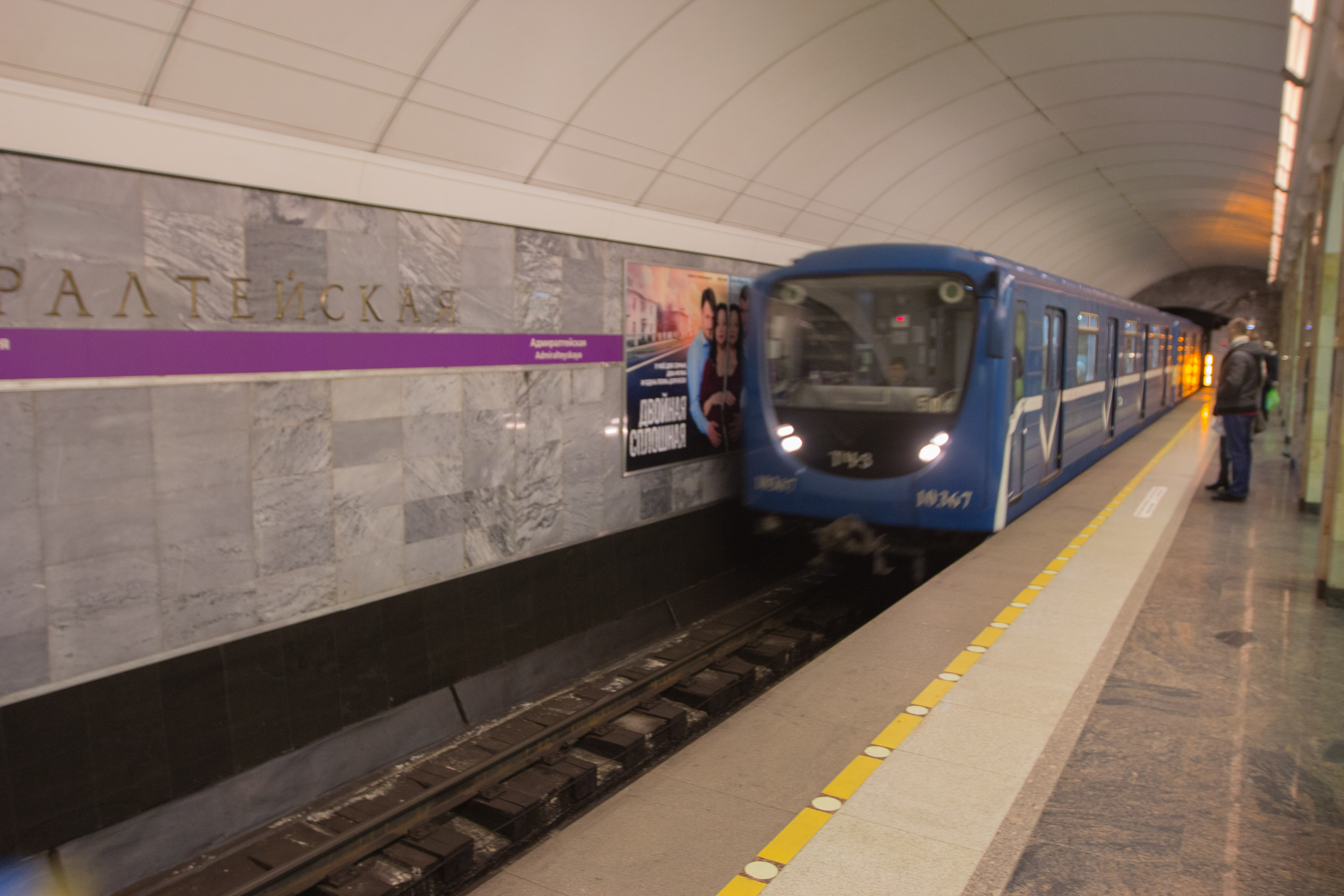

### Intermodalité
À proximité, des arrêts des trolleybus de Saint-Pétersbourg sont desservis par les lignes 1, 5, 7, 10, 11, 17 et 22 ; et des arrêts de bus sont desservis par plusieurs lignes.

## À proximité
- Musée de l'Ermitage
- Rue Malaïa Morskaïa